# Eppes (Aisne)
Eppes település Franciaországban, Aisne megyében. Lakosainak száma 438 fő (2022. január 1.). Eppes Athies-sous-Laon, Coucy-lès-Eppes, Festieux, Mauregny-en-Haye, Parfondru, Samoussy és Veslud községekkel határos.

## Népesség
A település népességének változása:
| Lakosok száma | 289  | 373  | 359  | 372  | 414  | 418  | 417  | 427  | 432  | 438  |
|               | 1968 | 1982 | 1990 | 2006 | 2013 | 2015 | 2017 | 2019 | 2020 | 2022 |